# MPU-401

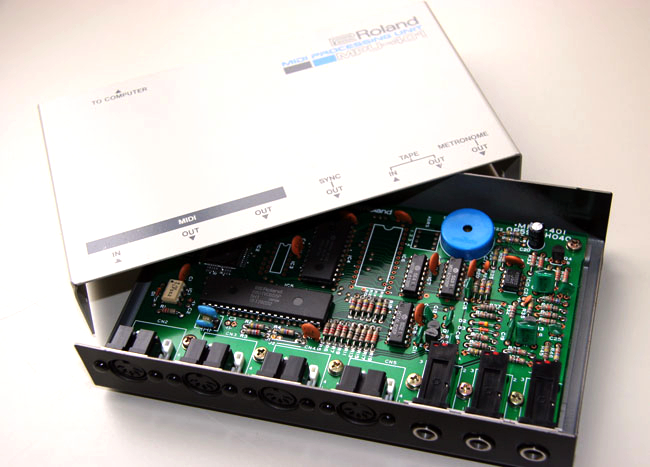
Roland MPU-401 (верхняя крышка снята).

MPU-401, где MPU означает блок обработки MIDI (англ. MIDI Processing Unit), является важным, но в настоящее время устаревшим интерфейсом для подключения электронного музыкального оборудования, оснащенного MIDI, к персональным компьютерам. Он был разработан Roland Corporation, которая также является соавтором стандарта MIDI. 

## Дизайн
Выпущенный примерно в 1984 году, оригинальный MPU-401 представлял собой внешний коммутационный бокс с разъемами MIDI, IN/MIDI, OUT/MIDI, THRU/TAPE, IN/TAPE, OUT/MIDI, SYNC для использования с отдельно продаваемой интерфейсной картой/картриджем («MPU-401 интерфейсный комплект»), вставленный в компьютерную систему. Для этой установки были изготовлены следующие «интерфейсные комплекты»:
- MIF-APL: для Apple II.
- MIF-C64: для Commodore 64.
- MIF-FM7: Для Fujitsu FM7.
- MIF-IPC: для IBM PC / IBM XT. Оказалось, что он ненадежно работает с 286 и более быстрыми процессорами. Ранние версии фактической печатной платы имели IF-MIDI/IBM в качестве шелкографии. [2]
- MIF-IPC-A: для IBM AT также работает с ПК и XT. [2]
- Xanadu MUSICOM IFM-PC: для IBM PC / IBM XT / IBM AT. Это была MIDI-карта стороннего производителя, включающая MIF-IPC (-A) и дополнительные функции, которые были связаны с OEM Roland MPU-401 BOB. У него также был мини-аудиоразъем на печатной плате. [3] [4]
- MIF-MSX: для MSX.
- MIF-PC8: Для NEC PC-88. [5]
- MIF-PC98: Для NEC PC-98.
- MIF-X1: Для Sharp X1. [6]
- MIF-V64: для Commodore 64. [7]

## Варианты
Позже Roland поместил большую часть электроники, изначально находившейся в коммутационном боксе, на саму интерфейсную карту, тем самым уменьшив размер коммутационного бокса. Продукты, выпущенные таким образом:
- MPU-401N: внешний интерфейс, специально разработанный для использования с ноутбуками NEC серии PC-98. Этот коммутационный бокс оснащен специальным портом COMPUTER IN для прямого подключения к 110-контактной шине расширения компьютера. Добавлен разъем METRONOME OUT. Выпущено только в Японии.
- MPU-IPC: для IBM PC / IBM XT / IBM AT и совместимых (8 бит ISA). У него был 25-контактный разъем «мама» для коммутационной коробки, хотя использовались только девять контактов, и только семь были функционально разными: и 5 В, и земля используют по два контакта.
- MPU-IPC-T: для IBM PC / IBM XT / IBM AT и совместимых устройств (8-битная ISA). Разъем MIDI SYNC был удален из этой модели тайваньского производства, а ранее жестко запрограммированный адрес ввода-вывода и IRQ можно было установить на разные значения с помощью перемычек. Коммутационная коробка имеет три разъема DIN для MIDI (1xIN и 2xOUT), а также три разъема мини-джек 3,5 мм (TAPE IN, TAPE OUT и METRONOME OUT).

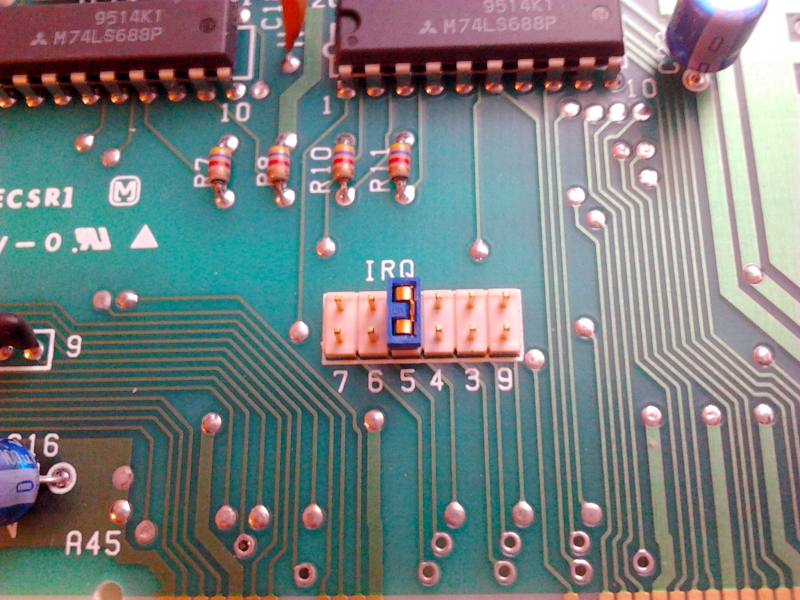
Выбор IRQ на MPU-IMC

- MPU-IMC: для шины микроканальной архитектуры IBM PS/2. В более ранних моделях и адрес ввода-вывода, и IRQ были жестко запрограммированы на IRQ 2 (вызывая серьезные проблемы с жестким диском, поскольку он также использует это IRQ); в более поздних моделях IRQ можно было установить с помощью перемычки. У него был 9-контактный разъем для коммутационной коробки. [8] Выбор IRQ на MPU-IMC Из-за несовместимости IRQ 2/9 (и, возможно, адресов ввода-вывода) между моделями MPU-IMC и IBM PS/2 MCA некоторые игры не будут работать с MPU-401. [9]
- S-MPU/AT (Super MPU): для IBM AT и совместимых устройств (16-битная ISA). У него был гнездовой разъем Mini-DIN для коммутационной коробки. Разъемы MIDI SYNC, TAPE IN, TAPE OUT, METRONOME OUT были удалены, но был добавлен второй разъем MIDI IN. Приложение для назначения ресурсов (подключи и работай) должно быть запущено, чтобы использовать карту в DOS. Это приложение не является TSR, т.е. оно не занимает обычную память.
- S-MPU-IIAT (Super MPU II): для IBM или совместимых ПК Plug and Play (16-битная ISA). У него был гнездовой разъем Mini-DIN для коммутационной коробки с двумя разъемами MIDI In и двумя разъемами MIDI Out. Приложение для назначения ресурсов (подключи и работай) должно быть запущено, чтобы использовать карту в DOS. Это приложение не является TSR, т.е. оно не занимает драгоценную обычную память.
- LAPC-I: для IBM PC и совместимых. Включает источник звука Roland CM-32L. Коммутационный бокс для этой карты MCB-1 продавался отдельно.
- LAPC-N: для NEC PC-98. Включает источник звука Roland CM-32LN . Коммутационный бокс для этой карты MCB-2 продавался отдельно.
- RAP-10: для IBM AT и совместимых (16-битная ISA). Только общий миди-источник звука. Только режим MPU-401 UART. Коммутационный бокс для этой карты MCB-10 продавался отдельно.
- SCP-55: для IBM и совместимых ноутбуков (PCMCIA). Включает в себя источник звука Roland SC-55 . Коммутационный бокс для этой карты MCB-3 продавался отдельно. Только режим MPU-401 UART. [10]

Еще позже Roland полностью избавился от коммутационной коробки и поместил все разъемы на заднюю часть самой интерфейсной карты. Продукты, выпущенные таким образом:

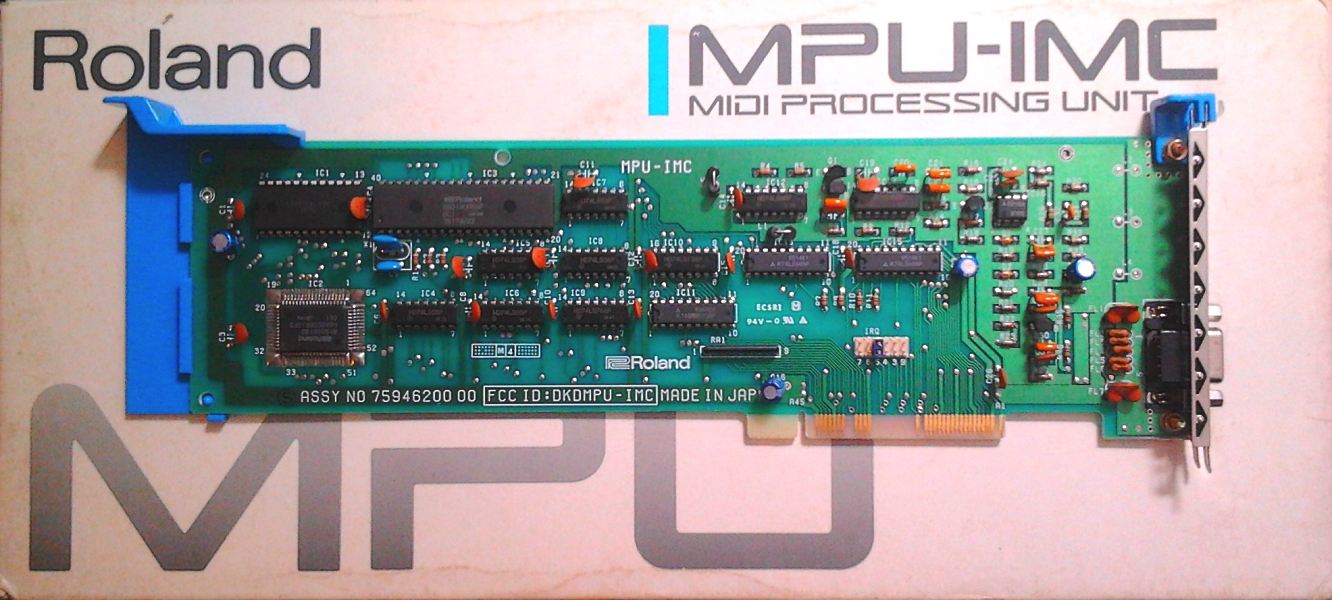
Roland MPU-IMC, редкая версия карты «Micro Channel».

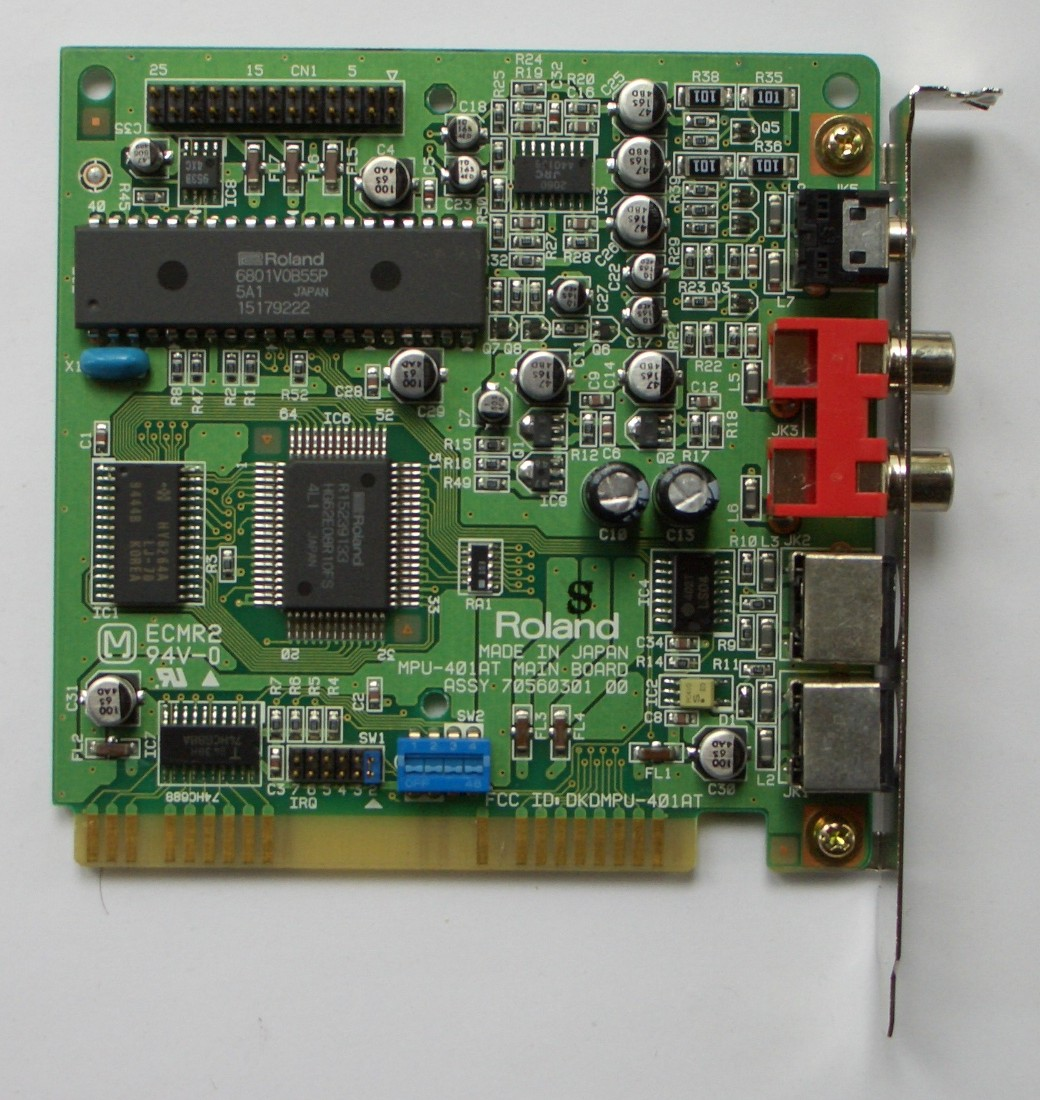
Роланд МПУ-401АТ

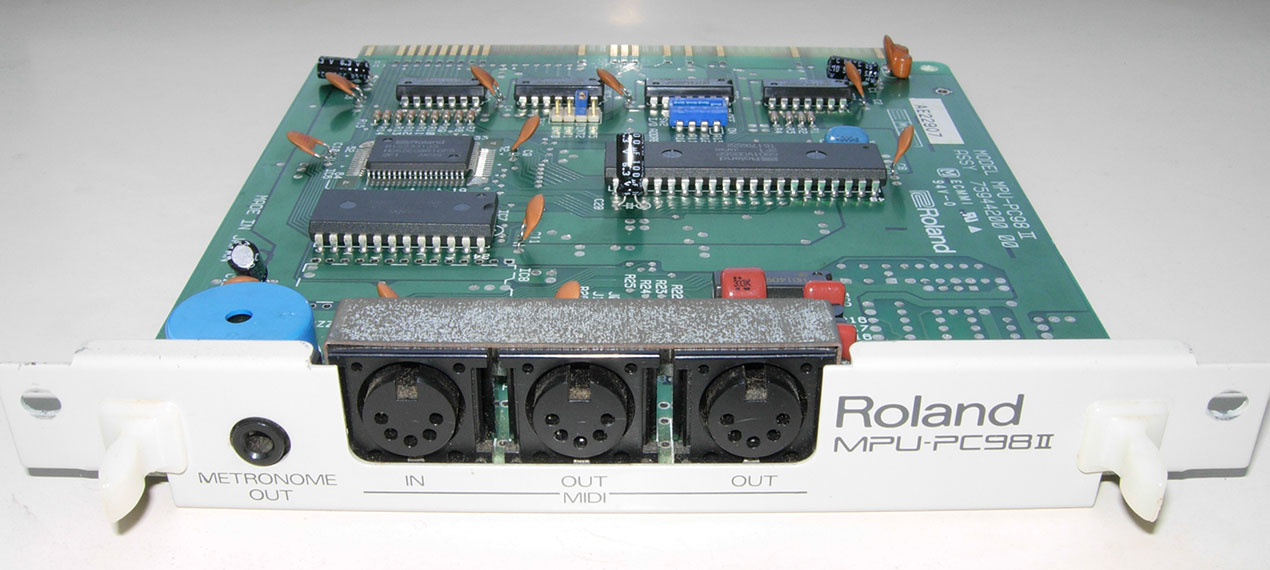
Роланд MPU-PC98II

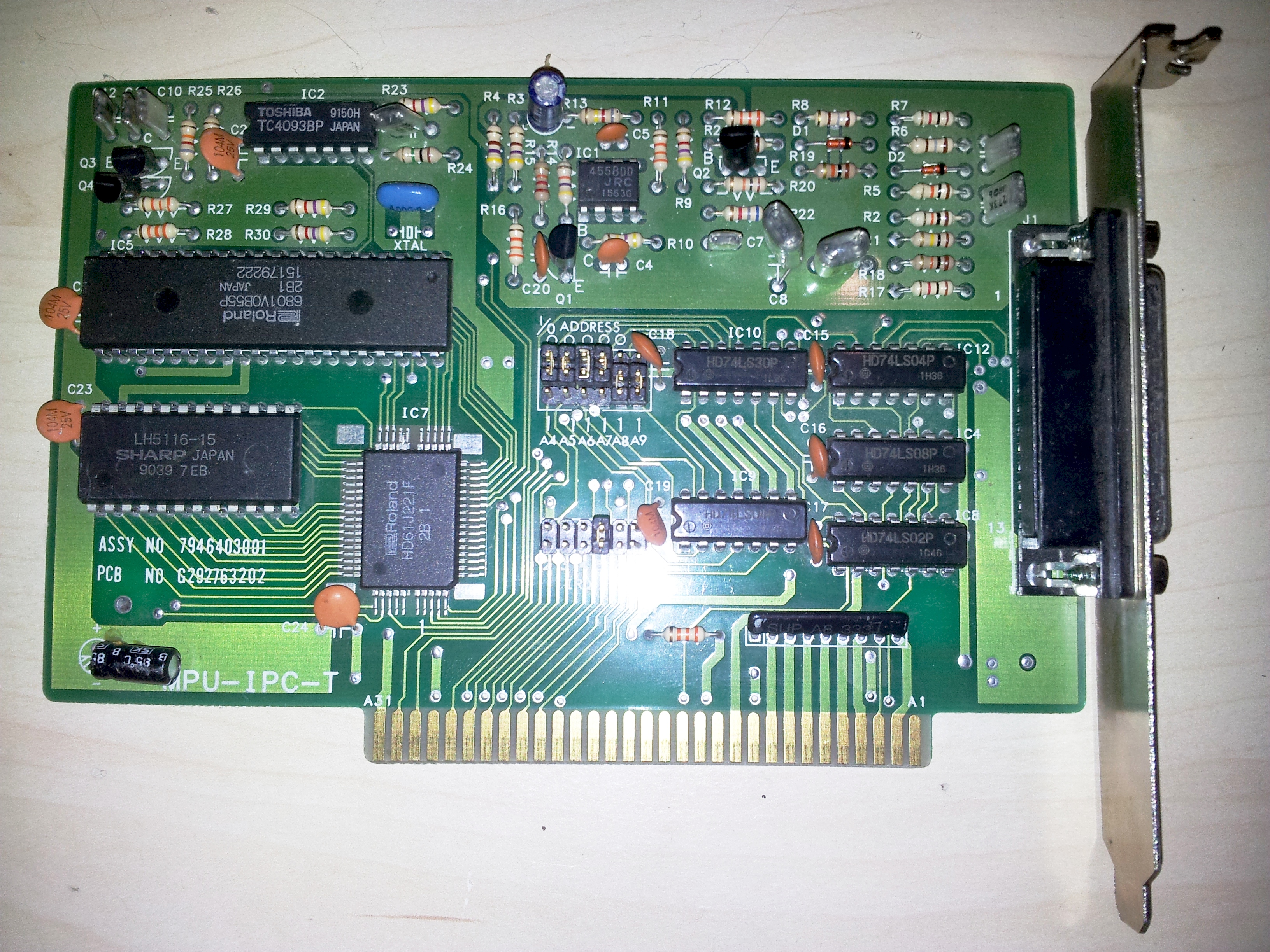
Карта Roland MPU-IPC-T

- MPU-APL: для серии Apple II . Комбинация интерфейса MIF-APL и MPU-401 на одной плате с разъемами MIDI IN, OUT и SYNC.
- MPU-401AT: для IBM AT и «100% совместимости». Включает разъем для дочерних плат Wavetable.
- MPU-PC98: для NEC PC-98.
- MPU-PC98II: для NEC PC-98.
- S-MPU/PC (Super MPU PC-98): для NEC PC-98.
- S-MPU/2N (Super MPU II N): для NEC PC-98.
- SCC-1: для IBM PC и совместимых. Включает в себя источник звука Roland SC-55.
- GPPC-N и GPPC-NA: для NEC PC-98. Включает в себя источник звука Roland SC-55. [11]

## Клоны
К концу 1980-х другие производители печатных плат разработали интеллектуальные клоны MPU-401. Некоторые из них, такие как Voyetra, были оснащены чипами Roland, в то время как другие имели ретро-программы ПЗУ (Midiman / Music Quest).  
Примеры:
- Midiman MM-401 (8BIT, набор микросхем не Roland, также продается как часть музыкального набора Midiman для ПК) [14]
- Компьютерная музыкальная поставка CMS-401 (8 бит, набор микросхем не Roland) [15]
- MIDI-карта Music Quest для ПК / MQX-16s / MQX-32m (8 и 16 бит, набор микросхем не Roland)
- Voyetra V-400x / OP-400x (V-4000, V4001, 8BIT, набор микросхем Roland)
- MIDI LAND DX-401 (набор микросхем не Roland) и MD-401 (набор микросхем не Roland) [16]
- Data Soft DS-401 (чипсет не Roland) [17]

В 2015 году любители разработали клон Music Quest PC MIDI Card 8BIT.  В 2017/2018 годах любители разработали версию 8-битного клона Music Quest PC MIDI Card, которая включает заголовок таблицы волн по аналогии с Roland MPU-401AT. 

## Режимы
MPU-401 может работать в двух режимах: обычном режиме и режиме UART. «Нормальный режим» предоставит хост-системе 8-дорожечный секвенсор, выход MIDI Clock, выход сигнала SYNC 24, Tape Sync и метроном; благодаря этим функциям его часто называют «интеллектуальным режимом». Сравните это с режимом UART, который сводит MPU-401 к простой ретрансляции входящих/исходящих байтов данных MIDI.
По мере того, как компьютеры становились более мощными, функции, предлагаемые в «интеллектуальном режиме», устарели, поскольку их реализация в программном обеспечении хост-системы стала более эффективной (чем платить за специальное оборудование, которое будет их выполнять). В результате режим UART стал доминирующим режимом работы, и многие клоны вообще не поддерживают «интеллектуальный режим», но все еще рекламируются как совместимые с MPU-401.

## SoftMPU
В середине 2010-х был написан программный интерфейс платформы для любителей, SoftMPU, который обновляет интерфейсы UART (неинтеллектуальные) MPU-401 до интеллектуального интерфейса MPU-401, однако это работает только для операционной системы DOS. 

## HardMPU
В 2015 году была разработана печатная плата (HardMPU) , которая включает SoftMPU в качестве аппаратной логики (чтобы процессору ПК не приходилось обрабатывать интеллектуальные MIDI). В настоящее время HardMPU поддерживает только воспроизведение, но не запись. 

## Современные интерфейсы
Физические соединения MIDI все чаще заменяются интерфейсом USB и преобразователем USB в MIDI для управления музыкальными периферийными устройствами, у которых еще нет собственных портов USB. Часто периферийные устройства могут принимать MIDI-вход через USB и направлять его на традиционные разъемы DIN. Хотя поддержка MPU-401 больше не включена в Windows Vista, драйвер доступен в Центре обновления Windows.  По состоянию на 2011 год интерфейс все еще поддерживался Linux и Mac OS X.